# Takashi Amano
Takashi Amano (天野尚?, Amano Takeshi; Niigata, 18 luglio 1954 – Niigata, 4 agosto 2015) è stato un fotografo, naturalista, designer e acquariofilo giapponese.

## Biografia
Takashi Amano è stato uno dei massimi esperti e delle più influenti personalità dell'acquariofilia d'acqua dolce. Gli viene internazionalmente riconosciuto il merito di aver introdotto i concetti del giardinaggio zen giapponese in acquariofilia.  Le sue composizioni acquaristiche sono caratterizzate da arrangiamenti tipicamente asimmetrici (anche se equilibrati) di piante acquatiche spesso integrate da rocce e legni. I suoi paesaggi acquaristici sono rappresentazioni in miniatura e subacquee di paesaggi naturali e vengono considerati vere e proprie opere d'arte.
Iniziò prestissimo a interessarsi all'acquariologia. Già durante gli anni scolastici entrò a far parte del Club Biologico fondato e organizzato dal Prof. Nagashima, Club che successivamente si distinse in ambito nazionale aggiudicandosi diversi premi.
Il suo interesse iniziale furono i pesci tropicali, che studiò con passione, girando in lungo e in largo con la sua bicicletta, sport del quale è stato un professionista dal 1974 al 1990. L'interesse verso le piante acquatiche è successivo e deriva dalla scoperta che in Germania fosse diventato moda l'hobby di allestire acquari rappresentanti ecosistemi in miniatura (Acquario Olandese). Fu allora che pensò di potersi dedicare allo studio di piante e pesci tropicali, pur temendo di non poterne fare la carriera di una vita.
Esperto di fotografia naturalistica (spettacolari i suoi paesaggi), così come di pittura ad acquerello, nel 1976 ha iniziato a pubblicare foto e articoli sulle piante e sui pesci tropicali che ha studiato nei suoi numerosi viaggi in Africa e Asia (soprattutto le isole meridionali del Giappone), vincendo numerosi premi. Amano è l'autore di Nature Aquarium World, una serie di tre volumi fotografici sull'allestimento di acquari d'acqua dolce. Ha anche pubblicato il libro Aquarium Plant Paradise.

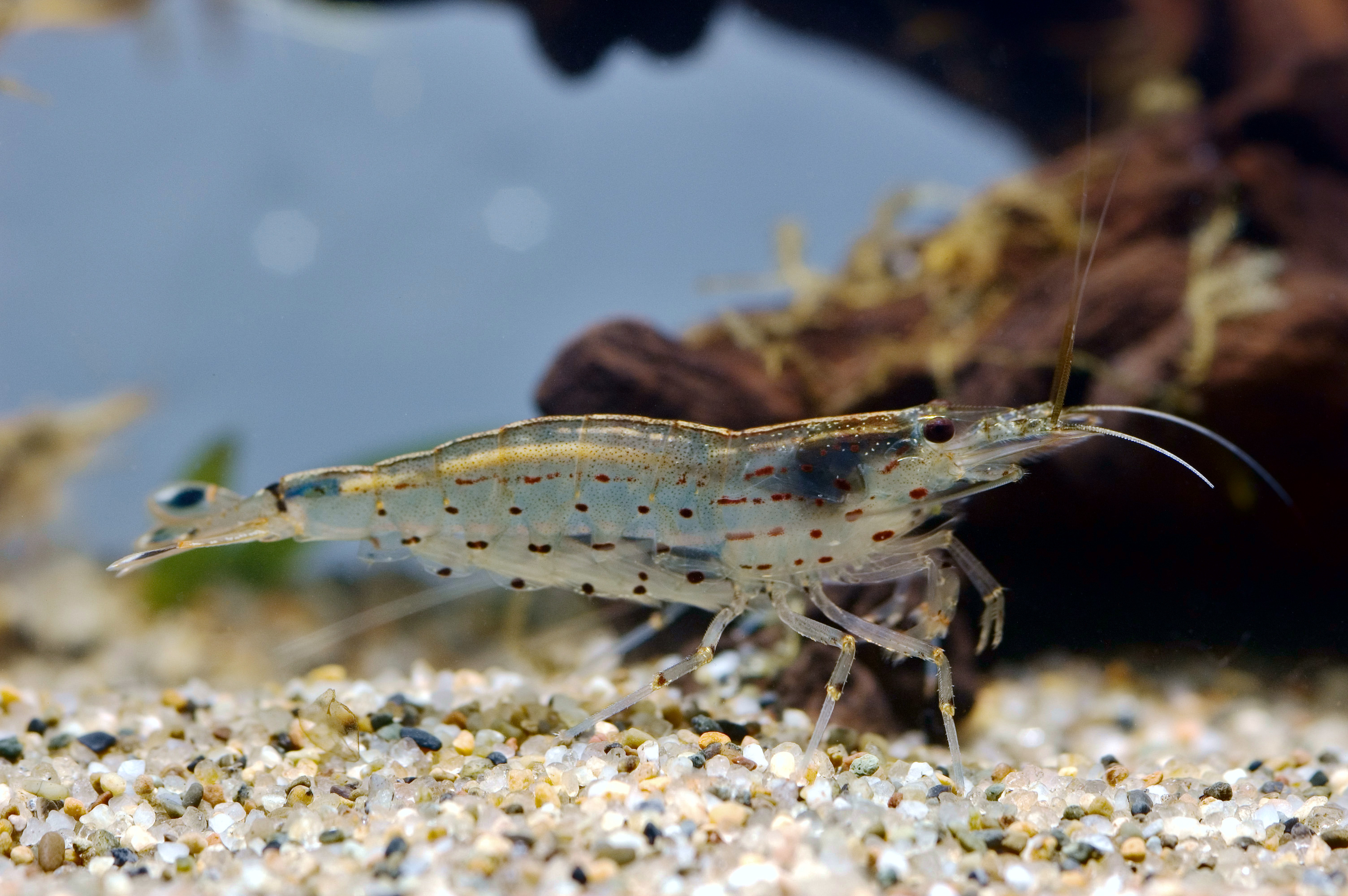
Caridina multidentata

Ad Amano viene anche riconosciuto il merito di aver reso popolare l'uso delle piante acquatiche Glossostigma elatinoides e Riccia fluitans in acquaristica e l'introduzione di gamberi come mezzo per il controllo della crescita delle alghe, nonché dell'Akadama come substrato per la crescita delle piante d'acquario, già utilizzato nelle colture bonsai.
Una di queste specie di gamberetti d'acqua dolce viene proprio chiamata “gambero di Amano” o "Gambero Yamato" (Caridina multidentata, precedentemente Caridina japonica) in suo onore. In seguito alla scoperta che queste specie divorano grandi quantità di alghe, Amano chiese ad un distributore locale di procurargliene diverse migliaia. Da allora sono divenute un must in plantacquariologia. Ha anche sviluppato una linea di accessori per acquariologia nota con il nome ADA (Aqua Design Amano).